# サーフ・ミュージック
サーフ・ミュージック（英: Surf Music）は、音楽のジャンルで、主にアメリカ合衆国カリフォルニア州南部で見られるサーフ・カルチャーに関連したロックの形態の一種である。1962年から1964年にかけて、ザ・ベンチャーズ、ザ・ビーチ・ボーイズやディック・デイルなどのミュージシャンによって大きな人気を得た。サーフ・ロックとも呼ばれる。

## 歴史
サーフ・ミュージックは、1950年代後半にロックンロール調のインストゥルメンタルとして誕生し、曲調は明るく軽快でスピード感のあるロックや、ポップなバラードなどがある。主にエレクトリック・ギターが使用され、波の音を彷彿させるサウンドを表現するために、フェンダー・アンプに組み込まれている「ウェット」というスプリング式リヴァーブが用いられた。
ギターを主体とした楽曲は「サーフロック」と定義され、後にサーファーの人生観を表現した歌詞が加えられた。改造車を題材にした内容の曲と合わせて「サーフィン＆ホットロッド」と分類することもある。
1960年代初頭までに、インストゥルメンタル・ロックンロールは、リンク・レイ、ノーキー・エドワーズ、ベンチャーズ、デュアン・エディなどのパフォーマーによって開拓された。このトレンドは、独特のリバーブ（ギターに「ウェット」なサウンドを与える）、迅速な代替ピッキング特性を追い求めたアナーキーなサーフ・ロックギタリスト、ディック・デイルによって開発された。（デイルは、レバノンの叔父から学んだアラブ音楽の影響を受けた）。デイルは1961年の夏にカリフォルニア州バルボアのランデブー・ボールルームで演奏し、その年の後半に地域でヒットした「Let's Go Trippin」は、サーフ・ロックの流行を先導し、「ミシルルー」などのヒット曲をフォローした。
ディック・デイルが、オレンジ・カウンティ（オレンジ郡）で新しいサウンドを作成している間、ベルエアーズはロサンゼルス郡のサウスベイ地域で、独自のサウンドを作成していた。バンドは5人の10代の少年で構成されていた。1959年、彼らはまだ楽器の演奏を学んでいた。ドラムのディック・ドッド、サックスのチャス・スチュアート、ピアノのジム・ロバーツ、ギターのエディ・バートランドとポール・ジョンソンのメンバーである。ベルトランとの関係についてジョンソンは、「ギターを学ぶことは、ソロではなくデュオの経験になった。一緒に演奏することも学んだ。一人がコードを演奏し、もう一人がリードを演奏するスタイルだ。」

## 代表的ミュージシャンと楽曲
- ディック・デイル「ミシルルー」
- シャンテイズ「パイプライン」
- アストロノウツ「太陽の彼方に」
- ザ・ベンチャーズ「急がば回れ'64」
- ザ・ビーチ・ボーイズ「サーフィン・U.S.A」「サーフィン・サファリ」
- ジャン&ディーン「サーフ・シティ」